# Guillaume de Fontenay
Guillaume de Fontenay (Montreal, 6 de març de 1969) és un director de cinema, guionista i director d'escena canadenc i francès.

## Biografia
Guillaume de Fontenay va començar la seva carrera al teatre com a ajudant de direcció de Gilles Maheu dins de la companyia Carbone 14, sobretot per la creació de Dortoir, de La Forêt i de Vingt Ans.
Posteriorment va fundar la seva companyia de teatre Ex-Voto (1992-97), amb la qual va crear Matrochka, un espectacle sobre la multiplicitat de l'ésser, i Le Labyrinthe, una creació sobre el paral·lelisme de les vides i les seves missions.
A partir de 1996, Guillaume de Fontenay va fer pel·lícules publicitàries a Amèrica i Europa. Diversos dels seus anuncis han estat reconeguts amb premis internacionals, en particular un Clio Award a Nova York i un Lleó de Bronze al Festival Internacional de la Creativitat Cannes Lions el 2015 per "Tied" (Société de l'assurance automobile du Québec - SAAQ), lg2, trois prix Or et un grand prix au Cassies Awards 2006 per « Lait au Chocolat » (Les Producteurs de lait du Québec), BBDO, tres Silver Screen Award, inclòs un a la millor direcció, al US International Film and Video Festival de Chicago 2002 per "Ride" (Bombardier), Cramer-Krasselt, i una Golden Bell d'excel·lència creativa del Ad Council el 2012 per a la campanya de la FEMA, Leo Burnett Chicago.
El Museu de Belles Arts de Montreal li va confiar el 2008 l'escenografia de la primera exposició dedicada al paper de la música en l'obra i la vida d'Andy Warhol dirigida per Stéphane Aquin, on s'hi presenten més de 640 obres, objectes, pintures, fotos, instal·lacions i pel·lícules. L'exposició Warhol Live!, en col·laboració amb The Andy Warhol Museum de Pittsburgh i el Fine Arts Museums of San Francisco, es presenta per primera vegada a Mont-real el 2008.
El 2012 va dirigir un curtmetratge Le Retour Triptyque, inspirada pel treball de David Lynch, Lars von Trier i Tarkovski, amb la música  d'Angelo Badalamenti. La pel·lícula és seleccionada per la  SODEC per ser presentada al Festival del Curtmetratge de Clermont-Ferrand (2013). També es presenta en diversos festivals del Canadà, els Estats Units i Europa. El curtmetratge es ven i s'emet a TV5 i TFO.
Des del 2005, de Fontenay es va centrar a dirigir el seu primer llargmetratge Sympathie pour le diable. Produït per Go Films, Monkey Pack Films i Canal+, el rodatge comença el febrer de 2018 a Sarajevo. Drama històric inspirat en les històries del periodista de guerra Paul Marchand sobre el setge de Sarajevo, va escriure el guió amb Guillaume Vigneault i Jean Barbe i amb la col·laboració de Paul Marchand. El repartiment reuneix Niels Schneider, Vincent Rottiers i Ella Rumpf. Sympathie pour le diablel es presenta en vista prèvia com a part del festival Premi Bayeux Calvados-Normandie de corresponsals de guerra, a França (2019). També està a la selecció oficial de diversos festivals, inclòs el Waterloo Historical Film Festival, a Bèlgica (2019), a la XXXIV edició de la Mostra de València (2019), a l’ Arras Film Festival, a França (2019), al Festival de Cinema Jean Carmet, a França (2019), a la Mostra Internacional de Cinema de São Paulo (2019), al Festival Rencontres de cinema francòfon a Beaujolais (2019) i al Festival Cinémania, al Canad`s (2019). La pel·lícula va guanyar diversos premis al Festival Internacional de Cinema de Saint-Jean-de-Luz i al Waterloo Historical Film Festival.
Després Guillaume de Fontenay va treballar en un llargmetratge, Tazmamart, inspirat en el llibre d'Aziz BineBine d’Aziz BineBine « Tazmamort ». El guió està escrit per Jean Barbe i Guillaume de Fontenay, amb la col·laboració d'Aziz BineBine. Produït per Monkey Pack Films, és un testimoni d'un malson de la presó moderna. Aziz BineBine és un dels pocs supervivents de la presó de Tazmamart, on va passar 18 anys en un celler de formigó de dos per tres metres, sense veure mai la llum del dia.
Com a director, també va treballar en l'escriptura del guió de Bras coupé, inspirat en el llibre de Bernard Assiniwi, amb Marcel Beaulieu, Jean Barbe i Dominique Desrochers. Narra un enfrontament inusual el 1870 entre un caçador algonquí i colons anglesos i francesos al nord del Canadà.
És membre del Sindicat de Directors dels Estats Units (DGA).

## Filmografia
- 2013 : Le Retour Triptyque, curtmetratge[26]
- 2019 : Sympathie pour le diable

## Teatre

### Ajudant de direcció i direcció
- 1993 : Matrochka, Monument National, Montreal, una  creació de Guillaume de Fontenay
- 1994 : La Forêt, una  creació de Gilles Maheu,
- 1995 : Vingt Ans, una  creació de Gilles Maheu, Usine C, Montréal

### Actor
- 1990-1991 : : Rivage à l'abandon, una  creació de Gilles Maheu inspirada en texts de Heiner Müller[27]

## Escenografia
- 2009 : Warhol Live!, Museu de Belles Arts de Mont-real[5]